# Епархия Пасто

Герб епархии Пасто

Епархия Пасто (лат. Dioecesis Pastopolitana) — епархия Римско-Католической церкви с центром в городе Пасто, Колумбия. Епархия Пасто входит в митрополию Попаяна. Кафедральным собором епархии Пасто является церковь святого Эсекеля Морено.

## История
10 апреля 1859 года Римский папа Пий IX издал буллу «In excelsa», которой учредил епархию Пасто, выделив её из архиепархии Попаяна (сегодня — Архиепархия Попаяна). 20 июня 1900 года епархия пасто вошла в митрополию Попаяна.
20 ноября 1904 года, 1 мая 1927 года и 23 сентября 1964 года епархия Пасто передала часть своей территории новой апостольской префектуре Какете (сегодня — Епархия Мокоа-Сибундоя), апостольской префектуре Тумако (сегодня — Епархия Тумако) и епархии Ипьялеса.

## Ординарии епархии
- епископ José Elías Puyana (15.04.1859 — 20.11.1864);
- епископ Juan Manuel García Tejada (6.01.1866 — 24.10.1869);
- епископ Manuel Canuto Restrepo (21.03.1870 — 1883);
- епископ Ignacio León Velasco S.J.[1] (15.03.1883 — 6.10.1883) — назначен архиепископом Сантафе в Новой Гранаде;
- епископ Joaquín Pardo y Vergara (4.06.1891 — 22.01.1892) — назначен епископом Медельина;
- епископ Manuel José Cayzedo y Cuero (11.02.1892 — 2.12.1895) — назначен епископом Попаяна;
- епископ святой Эсекель Морено-и-Диас O.A.R. (2.12.1895 — 19.08.1906);
- епископ Leonidas Medina (22.01.1912 — 27.03.1916);
- епископ Antonio María Pueyo de Val C.M.F. (26.11.1917 — 9.10.1929);
- епископ Hipólito Leopoldo Agudelo (2.09.1930 — 23.05.1933);
- епископ Diego María Gómez Tamayo (1.02.1934 — 25.04.1944) — назначен архиепископом Попаяна;
- епископ Emilio Botero González (30.08.1947 — 21.08.1961);
- епископ Jorge Alberto Giraldo Restrepo C.I.M. (21.11.1961 — 1.07.1976);
- епископ Arturo Salazar Mejía O.A.R. (3.01.1977 — 2.02.1995);
- епископ Julio Enrique Prado Bolaños (2.02.1995 — по настоящее время).

## Источник
- Annuario Pontificio, Libreria Editrice Vaticana, Città del Vaticano, 2003, ISBN 88-209-7422-3
- Булла In excelsa, Pii IX Pontificis Maximi Acta. Pars prima, Vol. III, Romae 1864, стр. 53-63  (лат.)